# Henri Alleg
Cet article possède un paronyme, voir Aleg.
Pour les articles homonymes, voir Salem.
Harry Salem dit Henri Alleg, né le 20 juillet 1921 à Londres et mort le 17 juillet 2013 à Paris 19e, est un journaliste français, membre du Parti communiste français (PCF) et ancien directeur d'Alger républicain. Il est notamment l'auteur de La Question, un livre dénonçant la torture pendant la guerre d'Algérie.

## Biographie

### Enfance et installation en Algérie
Né à Londres de parents juifs russo-polonais,, Henri Alleg passe une partie de son enfance à Paris. En 1939, il part en Algérie et devient intimement lié au Parti communiste algérien. En 1946, il épouse Gilberte Serfaty qui deviendra comme lui une ardente militante communiste. En 1951, il devient directeur du quotidien Alger républicain.

### La guerre d'Algérie: arrestation et torture
Il entre dans la clandestinité en 1955, date d'interdiction du journal Alger républicain, quitté l'année précédente par Boualem Khalfa, premier musulman à diriger la rédaction d'un grand quotidien, pour rejoindre la presse du Parti communiste algérien. Henri Alleg continue cependant à transmettre des articles en France dont certains sont publiés par L'Humanité.
Il est arrêté le 12 juin 1957 par les parachutistes de la 10e DP, au domicile de son ami Maurice Audin, jeune assistant en mathématiques et militant du Parti communiste algérien comme lui, arrêté la veille et qui sera torturé à mort.
Il est séquestré un mois à El-Biar, où il est torturé lors de plusieurs séances, puis subit un interrogatoire mené après une injection de penthotal, utilisé comme « sérum de vérité ». Aussi, il est torturé avec les électrodes, la torture par l'eau, étouffement, et la combustion avec les torches et des cigarettes,.
Il aurait tenu tête crânement face à ses bourreaux (principalement les lieutenants André Charbonnier et Philippe Erulin sous les ordres du capitaine Marcel Devis, en leur déclarant : « Je vous attends : je n’ai pas peur de vous ». Le général Massu, qui reconnaît plus tard l'utilisation de la torture dans certains cas particuliers lors de la guerre d'Algérie, affirme en 1971, « en fait de tortures, Alleg a reçu une paire de gifles ». Roger Faulques, officier du 1er REP, accusé d'avoir assisté à ces tortures, déclare lors d'un procès en diffamation contre Jean-Jacques Servan-Schreiber et Jean-François Kahn en 1970 : « Je ne l'ai vu qu'une seule fois, mais il m'a fourni à cette occasion des indications qui m'ont permis d'arrêter les membres du parti communiste algérien ». Cette provocation est, selon l'un des avocats de la défense maître Badinter, une tentative de justification de l'usage de la torture.
Il est ensuite transféré au camp de Lodi (Draa Essamar, Wilaya de Médéa) où il reste un mois, puis à Barberousse, la prison civile d'Alger, où il n'avait pas de lit, de couverture, de miroir, de chaise, ou de table. L'équipement sanitaire n'était qu'un trou avec un robinet sur le dessus. « Nous étions dans des conditions de manque total de tout ce qui aurait pu nous permettre de survivre », a raconté Alleg.

### La Questionet la censure
En prison, il écrit ses récits de torture, dissimulant les pages écrites et les transmettant à ses avocats. Sa femme, Gilberte, alors expulsée d'Algérie, reçoit les pages, les tape, puis les distribue aux relations littéraires et journalistiques françaises qu'Alleg avait nouées pendant son temps à Algér républicain.
Elle travaille sans relâche pour présenter les pages où Alleg raconte sa période de détention et les sévices qu'il y subit. Lors d'une réunion publique à Paris, Gilberte déclare alors : « Si la ‘séquestration’ de mon mari, ‘l’évasion’ de Maurice Audin, le ‘procès’ de Djamila Bouhired ont eu un retentissement exceptionnel, ce ne sont pas des cas exceptionnels. C’est dans notre pays la réalité quotidienne…nous attendons de vous que vous nous aidiez à obtenir l’arrêt de toutes les exécutions…nous vous demandons un effort immense, un effort à la mesure de votre responsabilité. »
Alors que la plupart des éditeurs ont exprimé leur intérêt pour ce qu'Alleg avait à dire, ils hésitent dans le climat politique à le publier eux-mêmes et à mettre en péril leurs entreprises. Gilberte persévère jusqu'à ce qu'elle réussisse à faire publier l'ouvrage de son mari aux Éditions de Minuit. Le livre paraît le 12 février 1958 et se vend à plus de 60 000 exemplaires avant d'être interdit le 27 mars. Nils Andersson le réédite en Suisse, quatorze jours après l'interdiction en France de mars 1958. Malgré son interdiction en France, ce livre contribue considérablement à révéler le phénomène de la torture en Algérie. Sa diffusion clandestine s'élève à 150 000 exemplaires.

« Le témoignage d'Alleg en effet - c'est peut-être son plus grand mérite - achève de dissiper nos illusions : non, il ne suffit pas de punir ou de rééduquer quelques individus ; non, on n'humanisera pas la guerre d'Algérie. La torture s'y est établie d'elle-même : elle était proposée par les circonstances et requise par les haines racistes ; d'une certaine manière nous l'avons vu, elle est au cœur du conflit et c'est elle, peut-être, qui en exprime la vérité la plus profonde [...] Avec La Question, tout change : Alleg nous épargne le désespoir et la honte, parce que c'est une victime qui a vaincu la torture. Ce retournement ne va pas sans quelque humour sinistre ; c’est en notre nom qu'on l'a martyrisé et nous à cause de lui, nous retrouvons un peu notre fierté : nous sommes fiers qu'il soit français... »Serge July, "Dictionnaire amoureux du journalisme", Paris, Plon, 2015, 9782259205993, pp.29-30

— Jean-Paul Sartre, L'Express
Un film tiré du livre et réalisé par Laurent Heynemann sort en 1977 avec dans les rôles principaux Jacques Denis et Nicole Garcia, et reçoit le prix spécial du Jury au Festival international du film de Saint-Sébastien.

### Le procès
Trois ans après son arrestation, il est inculpé d'« atteinte à la sûreté extérieure de l'État » et de « reconstitution de ligue dissoute » et condamné à 10 ans de prison.
Les officiers qu’Alleg a accusés de torture ont tous nié. Après le verdict de culpabilité, les autorités militaires ont envoyé deux médecins pour examiner Alleg, mais personne de l'extérieur du gouvernement français n'a été autorisé à voir Alleg pendant ce temps. En plus, un juge militaire a voyagé avec Alleg dans les bâtiments où Alleg a dit qu’il a été torturé. Le but était pour Alleg de décrire, de mémoire, l'intérieur de l’espace pour valider qu’il a été détenu là-bas. Malgré le fait qu’Alleg a parfaitement décrit l’intérieur, il a été renvoyé à la prison militaire.[pas clair] Le jour où son livre La Question est saisi, le gouvernement français publie des informations qui confirment que les médecins ont trouvé des cicatrices sur les poignets et l’aine d’Alleg. Pendant le temps qu’Alleg était en prison, la Commission internationale contre le régime concentrationnaire (CICRC) a rapporté, après avoir visité Algérie, que bien qu’il n’y ait pas un système de camp de concentration en tant que tel en Algérie, il y avait des irrégularités, y compris des mauvais traitements et de la torture, et que la police ou les forces militaires étaient généralement les coupables, détenant parfois des suspects pendant plusieurs semaines avant qu’ils ne soient dûment inculpés ou internés[source insuffisante].
Transféré en France, il est incarcéré à la prison de Rennes. Profitant d'un séjour dans un hôpital, il s'évade. Aidé par des militants communistes, il rejoint la Tchécoslovaquie grâce, notamment, à Alfred Locussol.

### Le retour en France
Il revient en France après les accords d'Évian, puis en Algérie où il participe à la renaissance du journal Alger Républicain. « Persona non grata » en Algérie à la suite du coup d'État de Houari Boumédiène, il se réinstalle en France en 1965. Il reprend sa plume entre 1966 et 1980 pour le compte du quotidien L’Humanité dont il devient secrétaire général. En 1979, il est envoyé spécial de L’Humanité à Kaboul et justifie l'intervention soviétique en Afghanistan, ce qui est la position officielle du Parti communiste français. Son départ à la retraite coïncide avec son installation à Palaiseau, rue Gabriel-Dauphin, où il demeure jusqu'à la fin de sa vie.
Le film documentaire de Jean-Pierre Lledo Un rêve algérien retrace son retour, 40 ans plus tard dans une Algérie qui l'accueille à bras ouverts et où il retrouve avec bonheur ses anciens compagnons.
Il est par ailleurs membre du Pôle de renaissance communiste en France et déclare regretter en 1998 « la dérive social-démocrate du PCF, qui abandonne son authenticité communiste ». Il fait partie de l'association « Comité Internationaliste pour la Solidarité de Classe » (CISC), fondée le 10 octobre 1992 sous le nom de « Comité Honecker de solidarité internationaliste », qui soutient l'ancien dirigeant de la RDA, Honecker, poursuivi par la justice allemande.
Il est également membre du comité de parrainage du Tribunal Russell sur la Palestine.

## L'Appel des douze
Henri Alleg cosigne, en 2000, l'Appel des douze « pour la reconnaissance par l’État français de la torture ».
Les autres signataires de ce texte sont :
- Josette Audin, épouse de Maurice Audin, assassiné par ses tortionnaires.
- Simone de Bollardière, veuve du général Jacques Pâris de Bollardière, opposé à la torture et condamné à deux mois de forteresse.
- Nicole Dreyfus, avocate de Baya Hocine et Djohor Akrou.
- Noël Favrelière, rappelé, déserteur.
- Gisèle Halimi, avocate de Djamila Boupacha.
- Alban Liechti, appelé, insoumis.
- Madeleine Rebérioux, historienne, secrétaire du Comité Audin.
- Laurent Schwartz, mathématicien, président du comité Audin.
- Germaine Tillion, ethnographe, résistante, auteur de L'Afrique bascule vers l'avenir.
- Jean-Pierre Vernant, historien, résistant.
- Pierre Vidal-Naquet, historien, auteur de La Torture dans la République.

Les signataires précisent dans ce texte adressé au président de la République de l'époque Jacques Chirac, le sens de leur démarche : « Pour nous, citoyens français auxquels importe le destin partagé des deux peuples et le sens universel de la justice, pour nous qui avons combattu la torture sans être aveugles aux autres pratiques, il revient à la France, eu égard à ses responsabilités, de condamner la torture qui a été entreprise en son nom durant la guerre d'Algérie. Il y va du devoir de mémoire auquel la France se dit justement attachée et qui ne devrait connaître aucune discrimination d'époque et de lieu. »

## Appel pour la reconnaissance de l'abandon des harkis
En 2005, il cosigne une lettre au Président de la République, demandant à l'État français de reconnaître l'abandon des harkis en 1962.

## L'hommage au Père Lachaise
Henri Alleg meurt le 17 juillet 2013,.
Lors de ses obsèques au cimetière du Père Lachaise le 29 juillet 2013, en présence de représentants des États français et algérien, le Président algérien rappela dans un message lu en son nom que La Question est « l’un des textes majeurs qui, par leur retentissement universel et la prise de conscience qu’ils ont suscitée à travers le monde, ont indéniablement contribué à servir la noble cause des droits de l'homme en général. »
Henri Alleg repose au cimetière de Palaiseau.

## Œuvres
- La Question, Lausanne, E. La Cité, 1958 ; Paris, Les Éditions de minuit, Alger, Éditions Rahma, 1992.  (ISBN 2-7073-0175-2).
- Mémoire algérienne : Souvenirs de luttes et d'espérances, Paris, Éditions Stock, 2005, 407 pp., 24 cm.  (ISBN 2-234-05818-X).
- Prisonniers de guerre; Victorieuse Cuba. Les Éditions de Minuit :
- La Guerre d'Algérie (en collaboration avec P. Haudiquet, J. de Bonis, H. J. Douzon, J. Freire, G. Alleg), 3 volumes ; Étoile rouge et Croissant vert; SOS America ! ; La Grande Aventure d'Alger républicain (en collaboration avec A. Benzine et B. Khalfa) ; L'URSS et les Juifs ; Requiem pour l'Oncle Sam. Chez Messidor-Temps Actuels. La Grande Aventure d'Alger républicain (réédition Delga, 2012)[29]
- Le Siècle du Dragon : un reportage et quelques réflexions sur la Chine d'aujourd'hui et (peut-être) de demain, Paris, Éditions Le Temps des cerises, 1994  (ISBN 2-84109-016-7)
- Le Grand Bond en arrière. Éditions Le Temps des Cerises : Le Grand Bond en arrière (réédition Delga / Le Temps des cerises, 2010)
- Les Chemins de l'espérance. Fédération nationale des déportés et internés résistants et patriotes
- Retour sur La Question. Éditions Aden et Le Temps des cerises

- Alban Liechti, Jean Clavel, Raphaël Grégoire, Yolande Liechti, Jean Vendart, Henri Alleg, William Sportisse et Alfred Gerson, Les soldats du refus pendant la guerre d'Algérie : appelés réfractaires et journalistes combattants, Les éditions de l'épervier, [2012] (ISBN 9782361940133 et 2361940132, OCLC 777935836, lire en ligne)

## Filmographie
- 1977 : La Question de Laurent Heynemann
- 2003 : Un rêve algérien, documentaire de Jean-Pierre Lledo
- 2009 : Henri Alleg, l'homme de la question, documentaire de Christophe Kantchef, 52 minutes